# Nitokris I
Nebetneferumut Netikeret-meritmut, più nota come Nitokris I (... – 586 a.C.), è stata una Divina Sposa di Amon a Tebe ai tempi della XXVI dinastia egizia.
Figlia di Psammetico I venne posta sul trono di Tebe, costringendo la Divina Sposa Amenardis II ad adottarla, allo scopo di garantire al padre il controllo della Tebaide.

Tra le Divine Spose regnanti fu l'unica, a quanto ne sappiamo, ad adottare anche un nome Horo, ponendosi quindi sullo stesso piano del sovrano nominale di tutto l'Egitto.

## Titolatura
| G5 |

| G5 |

|       |
| \| \| |
|       |
|       |

|  |

|       |
| \| \| |
|       |
|       |

|  |

| G16 |

| G16 |

|  |

| G8 |

| G8 |

|  |

| M23 · X1 | L2 · X1 |

| M23 · X1 | L2 · X1 |

| t | G14 | V30 | F35 | F35 | F35 |

| t | G14 | V30 | F35 | F35 | F35 |

| t | G14 | V30 | F35 | F35 | F35 |

| t | G14 | V30 | F35 | F35 | F35 |

| t | G14 | V30 | F35 | F35 | F35 |

| t | G14 | V30 | F35 | F35 | F35 |

| t | G14 | V30 | F35 | F35 | F35 |

| t | G14 | V30 | F35 | F35 | F35 |

| G39 | N5 |

| G39 | N5 |

| t | G14 | N36 · R24 | t | i | N29 · r · t |

| t | G14 | N36 · R24 | t | i | N29 · r · t |

| t | G14 | N36 · R24 | t | i | N29 · r · t |

| t | G14 | N36 · R24 | t | i | N29 · r · t |

| t | G14 | N36 · R24 | t | i | N29 · r · t |

| t | G14 | N36 · R24 | t | i | N29 · r · t |

| t | G14 | N36 · R24 | t | i | N29 · r · t |

| t | G14 | N36 · R24 | t | i | N29 · r · t |